# زندگی دیگران (رمان)
زندگی دیگران رمانی از نیل موخرجی نویسنده هندی‌تبار است. این کتاب در سال ۲۰۱۴ توسط Chatto & Windus در انگلستان و WW Norton & Company در ایالات متحده منتشر شد. این رمان، دومین اثر این نویسنده است که در تاریخ ۹ سپتامبر ۲۰۱۴ برای جایزه ادبی من بوکر در فهرست نامزدهای داستان کوتاه قرار گرفت.

## جوایز و افتخارات
- فهرست کوتاه جایزه ادبی من بوکر ۲۰۱۴[۲]
- ۲۰۱۴ برنده جایزه Encore[۳]
- جایزه DSC ۲۰۱۶ برای فهرست کوتاه ادبیات جنوب آسیا[۴]